# Đình Hồ
Đình Hồ (chữ Hán phồn thể:亭湖區, chữ Hán giản thể: 亭湖区) là một quận thuộc địa cấp thị Diêm Thành, tỉnh Giang Tô, Cộng hòa Nhân dân Trung Hoa. Quận này có diện tích 710 ki-lô-mét vuông, dân số 790.000 người. Mã số bưu chính 224005. Chính quyền quận đóng ở đường Nhân dân Trung. Về mặt hành chính, quận này được chia ra các đơn vị gồm 5 nhai đạo, 8 trấn.
- Nhai đạo: Văn Phong, Thành Quan, Tiên Phong, Đình Hồ.
- Trấn: Nam Dương, Tân Hưng, Vĩnh Phong, Thanh Đôn, Bộ Phượng, Ngũ Hữu, Tiện Thương.